# Gimme! Gimme! Gimme! (A Man After Midnight)
Gimme! Gimme! Gimme! (A Man After Midnight) – niealbumowy singel zespołu ABBA. Pierwszy raz pojawił się w składance Greatest Hits Vol. 2. W późniejszych wydaniach piosenka dodana została do albumu Voulez-Vous jako bonus. Utwór szybko stał się hitem podbijając światowe listy przebojów. Do piosenki nagrany został teledysk, który pokazuje jak ABBA pracowała w studiu nagraniowym. Powstała także hiszpańska wersja utworu p.t „¡Dame! ¡Dame! ¡Dame!”.

## Promowanie singla
- Koncert na Wembley, Wielka Brytania
- Dick Cavett Meets ABBA, Szwecja